# Oecotelma cushmani
Oecotelma cushmani là một loài tò vò trong họ Ichneumonidae.